# Латакія
Латакія (грец. Λαοδικεία, араб. اللاذقية Al-Ladhiqiyah, тур. Lazkiye, лат. Laodicea ad Mare) — головне портове місто Сирії, а також столиця провінції Латакія. Населення в 2010 році — 370 000 осіб.
Хоча місце сьогоднішньої Латакії було заселене ще в 2 тисячолітті до н. е., сучасне місто було засноване в 4 столітті до н. е. під владою Селевкідів. Згодом Латакією керували римляни, а потім Омеяди і Аббасиди у VIII-X століттях. Під час їх правління візантійці часто нападали на місто і періодично керували ним, поки його не знову захопили араби, Фатіміди. Потім Латакія перебував під владою сельджуків, хрестоносців, айюбідів, мамлюків і турків. Після Першої світової війни Латакія ввійшла до складу французького мандата в Сирії, у якому місто стало столицею автономної території алавітів. Ця автономна територія стала незалежною алавітською державою в 1922 році, проголосивши свою незалежність кілька разів, поки не приєдналася до Сирії в 1944 році.

## Походження назви
Як і в багатьох містах Селевкідів, Латакія була названа на честь члена правлячої династії. Першою назвою стала назва Лаодікія (грец. Λαοδικεία) на честь матері Селевка I Нікатора, Лаодікії. Араби називали його аль-Ладік'ях (араб. اللاذقية), французи — Lattaqui і англійці — Latakia чи Lattakia. В Османській імперії місто називали Lazkiye, а його латинською назвою є Laodicea ad Mare.

## Історія

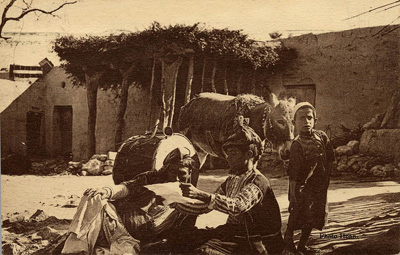
Листівка, на якій зображений алавітський музичний гурт з північно-західної Сирії (1920-ті).

Латакія відома з часів фінікійців (під назвою Раміта). Пізніше на його місці існувало грецьке місто. Селевк I Нікатор заснував місто заново і назвав його Лаодікея. Місто було зруйноване землетрусами в 494 і 555 роках. Було захоплене арабами в 638 році, а в 1097 — хрестоносцями. У 1188 відвойоване Саладіном. З 16 століття до Першої світової війни місто перебувало у складі Османської імперії. В період османського панування місто населяли переважно алавіти, проте серед жителів була достатня кількість сунітів і християн. Після повалення короля Фейсала влада перейшла до французів, які надали місту автономію. З 1930 до 1936 місто є столицею санжака Латакія, номінально автономної держави, керованої Францією при мандаті Ліги Націй. З 1936 року перебуває у складі Сирії.
У серпні 2011 року у місті відбулися військові сутички між урядовими військами та сирійською опозицією.
7 грудня 2021 року ізраїльські військові літаки завдали авіаудару по порту Латакії, пошкодивши портові споруди та підпаливши кілька контейнерів.

## Демографія
На початку 20 століття у Латакії мешкало близько 7000 жителів, проте, за даними Журналу Товариства Мистецтв, у 1905 році чисельність населення становила 25000 осіб. У 1992 році населення Латакії становило 284 000, а під час проведення перепису населення 1994 року у місті мешкало вже 303 000 осіб. Населення міста продовжує інтенсивно зростати, досягнувши приблизно 402 000 жителів у 2002 році. Однак ці цифри можуть бути різними через невизначеність розмірів міста. За деякими даними, у 2010 році населення Латакії разом з її передмістями становило 370 000 осіб.
| Рік       | 1905   | 1932   | 1943   | 1957   | 1970    | 1987    | 1994    |
| Населення | 25,000 | 24,000 | 36,000 | 56,000 | 126,000 | 241,000 | 303,000 |

У релігійному плані у Латакії незначно переважають суніти, а друге місце за кількістю віруючих займає велика алавітська меншина. У сільських передмістях 70 % складають алавіти, християни — 14 %, суніти — 12 %, ісмаїліти — 2 %. Місто до сьогодні зберігає за собою статус столиці алавітів і залишається основним культурним центром релігії. Упродовж 1980-90-х років велика кількість алавітів емігрувала до Дамаску на півдні країни. У Латакії мешкає значна кількість віруючих Елладської православної церкви (автокефальна частина Грецької православної церкви), у місті також знаходиться центр єпархії та велика кількість парафіян Антіохійської православної церкви. У 1825 році у місті проживали 6000-8000 мусульман, 1000 грецьких християн, 30 вірменських християн, 30 маронітів та 30 євреїв.

## Економіка

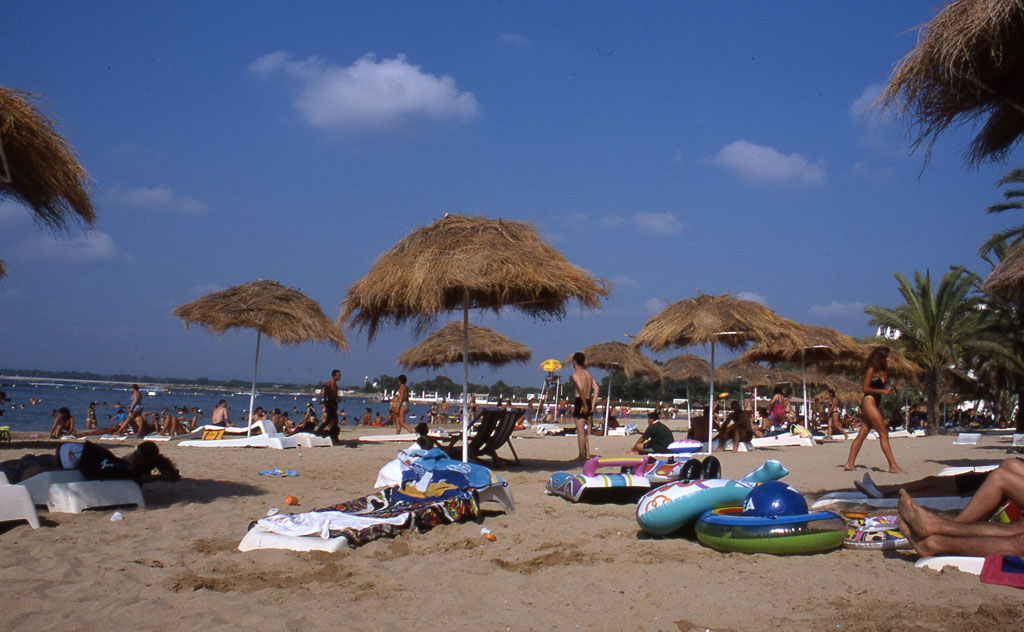
Пляж Cote d'Azur

Порт Латакії є одним з основних сирійських портів, до нього надходить велика кількість виробів з металу, машин, хімічних речовин і продуктів харчування. У 2004 році 5,1 млн тонн були вивантажені, а 1 мільйон тонн був завантажений з цього порту. До порту постійно надходять великі іноземні інвестиції, особливо для будівництва нових причалів. Портом керує напівавтономна державна компанія. Навколо Латакії знаходяться обширні сільськогосподарські райони. Звідси експортують бітум, асфальт, зернові, бавовну, фрукти, яйця, олію, кераміку та тютюн. У місті також збереглися традиційні ремесла, такі як чистка бавовни, обробка олії та шкіри, та вилов губок.
Латакійський пляж Кот д'Азур (Cote d'Azur) є провідним прибережним курортом Сирії і до заходів, що проводяться там, входять водні лижі, водні мотоцикли (Jet Ski) і віндсерфінг. У місті знаходяться 8 готелів, два з яких мають п'ять зірок — Cote d'Azur de Cham Hotel та Lé Merdien Lattiquie Hotel, обидва розташовані за 6 км (3,7 милі) на північ від міста. Останній готелі має 274 номери і є єдиним міжнародним готелем в місті.
На відміну від інших сирійських міст, шопінг і вечірні прогулянки по ринках вважаються улюбленим заняттям в Латакії. Численні модні магазини та бутики розташовуються вздовж Азар-стріт (Azar Street), ця вулиця є торговим центром міста.

## Персоналії
- Аполінарій Лаодікійський (бл. 310 — бл. 390) — єпископ Лаодікії Сирійської.

## Міста-побратими
- Сус, Туніс
- Мерсін, Туреччина
- Констанца, Румунія
- Ріміні, Італія
- Аден, Ємен
- Гілян, Іран